# 中国民主同盟上海市委员会
中国民主同盟上海市委员会，简称民盟上海市委，是中国民主同盟在上海市的地方组织。

## 历届委员会

### 第十五届
- 任期：2017年4月－2022年7月
- 主任委员：陈群
- 副主任委员：沈志刚、蒋华良、朱同玉、丁光宏、花蓓、陈红专、杨德妹、顾祥林、厉明
- 秘书长：费俭

### 第十六届
- 任期：2022年7月－
- 主任委员：陈群
- 副主任委员：姚卓匀、丁光宏、花蓓、顾祥林、厉明、龙婉丽、严伟、齐飞、吴蓓丽
- 秘书长：费俭